# Björkasjö
Björkasjö är en sjö i Falkenbergs kommun i Halland och ingår i Ätran-Himleåns kustområde. Sjön har ett maxdjup på 30 meter djup, har en yta på 0,67 kvadratkilometer och befinner sig 74,2 meter över havet. Vid provfiske har abborre, gädda, mört och sarv fångats i sjön.
Björkasjö har flera små sandstränder och riklig skog omkring. Sjön är ofta väldigt mörk, då tillflödet påverkas av så kallade humusämnen. Vägen Köinge-Stegared går tätt intill sjöns sydvästra del. I Bråtadal invid sjöns östra sida ligger vandrarhemmet  "Björkekullen", en tidigare barnkoloni. Tillfart sker från vägen Åkulla-Svartrå, den som i väster går förbi Bockstens mosse. I sjöns nordöstra del finns en badstrand. Någon gång i slutet av 1800-talet eller början av 1900-talet sänktes sjön ungefär en meter.
Sjön har ett stort och välmående fiskbestånd. På en liten ö i Björkasjö häckar storlom och ön har tillsammans med omgivande vattenområde (100 m) fridlysts som fågelskyddsområde med tillträde förbjudet 1 april - 15 juli.

## Delavrinningsområde
Björkasjö ingår i delavrinningsområde (633516-130562) som SMHI kallar för Utloppet av Björkasjö. Medelhöjden är 101 meter över havet och ytan är 5,48 kvadratkilometer. Det finns inga avrinningsområden uppströms utan avrinningsområdet är högsta punkten. Vattendraget som avvattnar avrinningsområdet har biflödesordning 2, vilket innebär att vattnet flödar genom totalt 2 vattendrag innan det når havet efter 22 kilometer. Avrinningsområdet består mestadels av skog (83 %). Avrinningsområdet har 0,67 kvadratkilometer vattenytor vilket ger det en sjöprocent på 12,3 %.